# Municipality of Lane Cove
Municipality of Lane Cove is een Local Government Area (LGA) in Australië in de staat New South Wales in de agglomeratie van Sydney. Municipality of Lane Cove telt 32.047 inwoners. De hoofdplaats is Lane Cove.